# Le Golfe-du-Saint-Laurent
Le Golfe-du-Saint-Laurent – regionalna gmina hrabstwa (MRC) w regionie administracyjnym Côte-Nord prowincji Quebec, w Kanadzie. Składa się z 5 gmin i jednego terytorium niezorganizowanego. Le Golfe-du-Saint-Laurent powstała 7 lipca 2010 roku z pięciu gmin terytorium równoważnego (TÉ) Basse-Côte-Nord i należącego do MRC Minganie bezludnego terytorium niezorganizowanego Petit-Mécatina.
Le Golfe-du-Saint-Laurent ma 5 126 mieszkańców. Język angielski jest językiem ojczystym dla 63,7%, innu-aimun dla 21,0%, a francuski dla 15,0% mieszkańców (2011).